# جزيرة بارانغاتان الصغرى
جزيرة بارانغاتان الصغرى وهي جزيرة من جزر إندونيسيا، وتقع مقاطعة كوتاي كارتانيغارا في إقليم كالمنتان الشرقية في إندونيسيا.